# Proud to Commit Commercial Suicide
Proud to Commit Commercial Suicide är ett livealbum med bandet Nailbomb som släpptes 1995 och det blev det sista albumet som bandet gav ut. Livealbumet är en inspelning från deras enda framträdande på Dynamo Open Air 1995 i Nederländerna. Omslaget på albumet är en bild på efterdyningar av de ökända Jonestown-självmorden.

## Låtlista
1. "Wasting Away" – 3:56
2. "Guerillas" – 3:27
3. "Cockroaches" – 4:07
4. "Vai Toma No Cú" – 4:10
5. "Sum of Your Achievements" – 2:52
6. "Religious Cancer" – 4:34
7. "Police Truck" – 3:11
8. "Exploitation" – 2:09
9. "World of Shit" – 3:26
10. "Blind and Lost" – 2:09
11. "Sick Life" – 6:53
12. "While You Sleep, I Destroy Your World" – 5:09
13. "Zero Tolerance" – 6:32

- Spår 12–13 är studioinspelade låtar.